# Wilhelm Kutter
Wilhelm Kutter (* 16. September 1905 in Ulm; † 11. Mai 1980 in Stuttgart) war ein deutscher Rundfunkjournalist und Fastnachtsforscher. Durch seine Sendungen und Schriften sowie durch seine Tätigkeit als Funktionär der Vereinigung schwäbisch-alemannischer Narrenzünfte (VSAN) übte er großen Einfluss auf die Gestalt der schwäbisch-alemannischen Fastnacht aus.

## Leben und Werk
Kutter studierte zunächst einige Semester Elektrotechnik in Stuttgart, wechselte dann jedoch an die Ludwig-Maximilians-Universität München zum Studium der Germanistik und Theaterwissenschaft. Schon als Student besuchte er mit Professor Artur Kutscher Brauchtumsvorführungen und Volksschauspiele im Alpenraum. Später bezeichnete er sich selbst als „latenten Volkskundler“. Zwei Semester in Köln und ein Semester in Berlin schlossen sich an.
Nach einem einjährigen Engagement als Spielleiter am Theater in Stendal 1929 und der Leitung der Reformations-Festspiele 1930 in Ulm war er als Feuilleton-Redakteur des „Neu-Ulmer Anzeigers“ tätig. 1934 war er erneut als Spielleiter engagiert, dieses Mal am Theater Würzburg, bevor er 1935 beim Reichssender Stuttgart eine Tätigkeit als Redakteur begann. 1936 wurde er dort fest in der Unterhaltungsabteilung angestellt und kümmerte sich vor allem um den Bereich Volksmusik. Im Zweiten Weltkrieg war er Kriegsberichterstatter in einer Propagandakompanie in Frankreich und Russland.
Kutter war zwar kein NSDAP-Mitglied, musste aber nach Kriegsende bis 1948 warten, bis er als früherer Radiomitarbeiter wieder beim Süddeutschen Rundfunk tätig werden konnte. Von 1955 bis zur Pensionierung 1970 war er Leiter der Abteilung Volks- und Landeskunde dieses Senders und betreute auch zahlreiche Sendungen zur Fastnacht.
1957 wurde er Berater der Aufnahmekommission der VSAN, ab 1959 als „Kulturreferent“ der Vereinigung. Ab den 1960er Jahren sammelte er in einer großen Fragebogenaktion Daten zur örtlichen Fastnacht in Baden-Württemberg. In dieser Zeit schuf er die 1964 auch offiziell von der VSAN angenommene Einteilung der schwäbisch-alemannischen Fastnacht in acht Fastnachtslandschaften. Auch die Bezeichnungen einiger Narrentypen stammen von Kutter, darunter die des „Weißnarren“.
1970 wurde Kutter von der VSAN mit der Einrichtung des Fastnachtsmuseum Narrenschopf Bad Dürrheim betraut. Die 1973 eröffnete Dauerausstellung, der ausführliche und reich bebilderte Führer zur Ausstellung und das kurz darauf erschienene große Buch zur Fastnacht krönten sein Lebenswerk. 1978 trat er nach Unstimmigkeiten mit Zunftvertretern von seinem Amt in der VSAN zurück. Sein Nachfolger wurde Jürgen Hohl. 1980 starb Kutter in Stuttgart. Sein Nachlass wird im Landesmuseum Württemberg verwahrt.

## Rezeption
Kutters umfangreiches Buch zur schwäbisch-alemannischen Fastnacht war das erste Standardwerk zum Thema und verzeichnete über 350 Narrenzünfte in mehr als 300 Orten. Das 1976 in einer Auflage von 30.000 Exemplaren veröffentlichte Werk entfaltete eine starke Wirksamkeit in Südwestdeutschland, da die hier oft erstmals einer breiten Öffentlichkeit präsentierten Narrenfiguren zahlreichen neu gegründeten Narrenzünften und deren Maskenschnitzern als Vorbilder dienten. Kutters Ausführungen zur Geschichte der Fastnacht gelten inzwischen als überholt, da er wie die meisten Volkskundler seiner Generation der Illusion einer Kontinuität von heidnischen Winteraustreibungs-Bräuchen zur heutigen Fastnacht in der Tradition der völkisch geprägten Volkskunde Hermann Eris Busses anhing und über die wohl ausschließlich christliche Herkunft der Fastnacht hinwegsah. Der weiten Verbreitung von Kutters Buch und seiner langjährigen Tätigkeit in den Gremien der VSAN ist es geschuldet, dass Kutters Sicht auf die Fastnacht auch heute noch gelegentlich in Veröffentlichungen von Narrenzünften, in der Tourismuswerbung und von Heimatforschern verbreitet wird, obwohl die volkskundliche Fachliteratur und auch die offiziellen VSAN-Publikationen sie seit spätestens den 1990er Jahren einmütig ablehnen.

## Schriften
- Landschaften und Gestalten der schwäbisch-alemannischen Fasnacht. Festbeitrag zum grossen Narrentreffen 1964 in Offenburg. Stadt Offenburg, Offenburg 1964 (76 S.)
- Schwäbisch-alemannische Maskenfiguren. Führer durch den Narrenschopf in Bad Dürrheim. VSAN, Bad Dürrheim 1975 (156 S.)
- Schwäbisch-alemannische Fasnacht. Unter Mitarbeit von Frieder Knauss. Sigloch, Künzelsau u. a. 1976 (219 S.)[3]
- zahlreiche Vorworte und Aufsätze in Festschriften zum Thema Fastnacht